# Victor Gottofrey
Victor Gottofrey, né le 3 mai 1891 et mort à Lausanne le 9 décembre 1920, est un artiste peintre et dessinateur vaudois.

## Biographie
Originaire d'Échallens, Victor Gottofrey effectue après sa scolarité un stage de dessinateur-architecte chez Eugène Jost à Lausanne. En 1916, il fonde le bimensuel L'Arbalète (1916-1917) avec Edmond Bille et Charles Clément, avant de participer à La Crécelle (1920-1921). 
En 1915, il illustre d'une trentaine de dessin les  Chansons simples de Stierlin Vallon. En avril 1919 le Conseil fédéral lui alloue ainsi qu'à sept autres artistes une bourse afin de poursuivre ses études. 
Victor Gottofrey décède prématurément le 9 décembre 1920 à Lausanne.

## Sources
- « Victor Gottofrey », sur la base de données des personnalités vaudoises sur la plateforme « Patrinum » de la Bibliothèque cantonale et universitaire de Lausanne.
- Journal de Genève 1920/12/14
- E. Bille, La ruée vers l'art, 1947, 165-171
- Victor Gottofrey, cat. expo. Lausanne, 1971